# 鑒相器特性函數
鑒相器特性函數（phase detector characteristic）是相位差的函數，可以描述鉴相器的輸出。
在鑒相器的分析時，常需要考慮時域以及相域-時域的特性。
若要建立鑒相器在相域-時域的適合非線性數學模型，需要找到鑒相器的特性。
鑒相器的輸入是高頻信號，其輸出包括低頻的誤差修正信號，對應輸入信號的相位差。若鑒相器的輸出有高頻成份，為了要抑制高頻成份，會需要低通濾波器。鑒相器的特性是指鑒相器在相域-時域的輸出和其輸入相位差的相關性。
鑒相器的特性和其實現方式以及其使用的信號種類有關。考量鑒相器特性時，允許針對高頻振盪使用平均法，也允許從時域下從相位同步系統非自治模型的分析和仿真，改為在相域-時域自治模型的分析和仿真。

## 類比乘法器的鑒相器特性

相域—頻域下的鑒相器

考慮用類比乘法器和低通濾波器組成的鑒相器。
此處{\displaystyle f^{1}(\theta ^{1}(t))} and {\displaystyle f^{2}(\theta ^{2}(t))}是高頻信號，分段可微函數{\displaystyle f^{1}(\theta )}, {\displaystyle f^{2}(\theta )}是輸入信號的波形，{\displaystyle \theta ^{1,2}(t)}是相位，而{\displaystyle g(t)}是濾波器的輸出。
若{\displaystyle f^{1,2}(\theta )}和{\displaystyle \theta ^{1,2}(t)}滿足高頻條件（高頻條件在），則 鑒相器特性函數{\displaystyle \phi (\theta )}會用以下方式計算，要使得時域的濾波器輸出
{\displaystyle g(t)=\int \limits _{0}^{t}f^{1}(\theta ^{1}(t))f^{2}(\theta ^{2}(t))dt}
和相域—頻域模型的濾波輸出 
{\displaystyle G(t)=\int \limits _{0}^{t}\varphi (\theta ^{1}(t)-\theta ^{2}(t))dt}
幾乎相等
{\displaystyle g(t)-G(t)\approx 0}

### 弦波輸入
考慮簡單的弦波輸入{\displaystyle f^{1}(\theta )=\sin(\theta ),} {\displaystyle f^{2}(\theta )=\cos(\theta )}以及積分器濾波器。
{\displaystyle \sin(\theta ^{1}(t))\cos(\theta ^{2}(t))={\frac {1}{2}}\sin(\theta ^{1}(t)+\theta ^{2}(t))+{\frac {1}{2}}\sin(\theta ^{1}(t)-\theta ^{2}(t))}
標準的工程假設會假設濾波器會去除高頻訊號{\displaystyle \sin(\theta ^{1}(t)+\theta ^{2}(t))}，不改變其低頻訊號{\displaystyle \sin(\theta ^{1}(t)-\theta ^{2}(t))}。
因此，其弦波訊號的鑒相器特性為
{\displaystyle \varphi (\theta )={\frac {1}{2}}\sin(\theta ).}

### 方波輸入
考慮高頻方波信號{\displaystyle f^{1}(t)=\operatorname {sgn}(\sin(\theta ^{1}(t)))} and {\displaystyle f^{2}(t)=\operatorname {sgn}(\cos(\theta ^{2}(t)))}。
針對此訊號，已有論文研究出類似的結果 。
方波訊號的鑒相器特性為
{\displaystyle \varphi (\theta )={\begin{cases}1+{\frac {2\theta }{\pi }},&{\text{if }}\theta \in [-\pi ,0],\\1-{\frac {2\theta }{\pi }},&{\text{if }}\theta \in [0,\pi ].\\\end{cases}}}

### 一般輸入訊號
考慮一般情形的片段連續輸入信號{\displaystyle f^{1}(\theta )}, {\displaystyle f^{2}(\theta )}。
輸入信號可以展開為傅立葉級數，{\displaystyle f^{1}(\theta )}和{\displaystyle f^{2}(\theta )}傅立葉級數的係數如下：
{\displaystyle a_{i}^{p}={\frac {1}{\pi }}\int \limits _{-\pi }^{\pi }f^{p}(x)\sin(ix)dx,}{\displaystyle b_{i}^{p}={\frac {1}{\pi }}\int \limits _{-\pi }^{\pi }f^{p}(x)\cos(ix)dx,}{\displaystyle c_{i}^{p}={\frac {1}{\pi }}\int \limits _{-\pi }^{\pi }f^{p}(x)dx,p=1,2}
鑒相器特性為

{\displaystyle \varphi (\theta )=c^{1}c^{2}+{\frac {1}{2}}\sum \limits _{l=1}^{\infty }{\bigg (}(a_{l}^{1}a_{l}^{2}+b_{l}^{1}b_{l}^{2})\cos(l\theta )+(a_{l}^{1}b_{l}^{2}-b_{l}^{1}a_{l}^{2})\sin(l\theta ){\bigg )}.}
顯然，鑒相器特性{\displaystyle \varphi (\theta )}是在{\displaystyle \mathbb {R} }內的週期性、連續有界函數。
有些專利是有關此分析方式的結果。